# 大衛·羅伯森 (棒球員)
大衛·艾倫·羅伯森（英語：David Alan Robertson，1985年4月9日—），出生地為伯明罕，為美國職棒大聯盟的投手，目前效力於費城費城人。他先前曾效力過洋基、白襪、費城人、光芒、小熊、大都會、馬林魚與遊騎兵等隊。

## 職業生涯
- 羅伯森是紐約洋基隊在大聯盟選秀第17輪選中的選手。
- 2007年羅伯森在小聯盟3個隊伍合計投了84.1局，8勝3敗4次救援成功，防禦率0.96、114次三振，被打45支安打的優異成績。
- 2008年羅伯森在小聯盟的2個隊伍合計投了53.2局，4勝0敗3次救援成功，防禦率1.68、77次三振，被打28支安打。由於有如此優異成績，而在6月28日升上大聯盟，但是這段期間的表現防禦率高達6.31，而再度被送回小聯盟，9月13日再度升上大聯盟[1]。
- 2009年球季開始羅伯森沒有被選進25人名單。4月16日因賽維爾·奈迪進入15天傷兵名單而升上大聯盟，但隔天因洋基隊升上Juan Miranda而將羅伯森送回小聯盟。到了5月25日因布萊恩·布魯尼進入傷兵名單而再度升上大聯盟[2]。2011年明星賽因光芒隊的王牌投手大衛·普萊斯受傷，由羅伯森遞補受傷的普萊斯進明星賽。

## 獲獎紀錄
- 1次世界大賽冠軍：2009年
- 1次美國職棒明星賽：2011年
- 大聯盟年度偉大時刻獎：2011年

## 私人生活
- 羅伯森在2009年一月結婚[3]。
- 羅伯森的哥哥Connor Robertson隸屬紐約大都會隊，但已經被指定派遣[4]。
- 羅伯森的妻子Erin已於2012年8月27日今天順利產下一子Joseph Robertson。

## 外部連結
- 球員資訊和成績在MLB ，ESPN ，Retrosheet ，Baseball Reference ，Baseball Reference (Minors) ，Fangraphs ，The Baseball Cube （英文）